# Narthecium scardicum
Narthecium scardicum är en enhjärtbladig växtart som beskrevs av Kosanin. Narthecium scardicum ingår i släktet myrliljor, och familjen myrliljeväxter. Inga underarter finns listade i Catalogue of Life.